# كارل هاينز شنايدر (شخصية كرتونية)
كارل هاينز شنايدر، Karl Heinz Schneider، كابتن منتخب ألمانيا، وصانع ألعابه. إن شنايدر شخص خدوم لعائلته، خصوصًا بعد طلاق والديه، لكنه خطر جدًا في الملعب، نبيل ووقور، يحترم وليد لدرجة كبيرة ويعشق تحديه بشكل غير معقول. يعد أول شخص استطاع تحطيم أسطورة وليد بالتسجيل عليه من خارج منطقة الجزاء. إنه لاعب خارق، قوي وذكي جدًا، يستطيع أن يتلاعب بالخصم. لديه أخت صغيرة اسمها «ماري» Marie. في نهاية السلسلة الأولى، يتبارى شنايدر ضد المنتخب مرتين، يفوز بالمباراة الأولى (الودية أو التدريبية التي لم يشارك فيها ماجد) ويخسر بالمباراة الثانية بصعوبة شديدة. بعد نهاية المباراة الثانية، يقرر والدا شنايدر أن يرتبطا من جديد.
إن لشنايدر قوة كبيرة، ففي نهاية السلسلة الأولى، يحاول «حسن» و«عصام» التصدي لشنايدر بأسلوب دفاع الثنائي العملاق Giants combi لكنهما، لا يستطيعان إيقافه، وقد جعل من النمر بسام لعبة بين قدميه، فقد قذفه بقوة كبيرة نحو الهواء دون جهد يذكر. بالرغم من قوة شنايدر الهائلة، والتي تعدل أضعاف قوة بسام، إلا أنه (ومع مشاركة الحارس مولر) يخسر ضد منتخب السويد، بنتيجة 5 – 3، والذي كابتنه ستيفن ليفن، في السلسلة الثانية. ويخسر أيضا ضد منتخب هولندا بقيادة الكابتن الحقيقي للمنتخب الهولندي بريان كرايفورد، بنتيجة 3 – 1. كما يخسر أيضا ضد منتخب البرازيل (كابتنه كارلوس سانتانا) والذي استطاع كسح شنايدر بنتيجة 5 – 0. إلا أن شنايدر تغلب على الأرجنتين (كابتنه دياز) بنتيجة 3 – 2، وكل هذا في السلسلة الثانية. في السلسلة الثانية، يكون مدرب منتخب ألمانيا والد شنايدر.
في السلسلة الثالثة، يحترف شنايدر في نادي بايرن ميونخ ويهدد في وقت لاحق، وليد، بأنه سيسحقه هو وستيفن ليفن Stefan Levin (كابتن منتخب السويد)، و «شو شونكو» Sho Shunko (لاعب في منتخب الصين)، ونصحه بأن ينضم إلى نادي بايرن ميونخ، لكن وليد رفض ذلك، وقبل بالتحدي. يتبارى شنايدر مع وليد، وتنتهي المباراة بهزيمة وليد بشق الأنفس بنتيجة 2 – 1.
يعد شنايدر، عند البعض، النسخة الأوروبية من ماجد، فالفرق بينه وبين ماجد ليس بالكثير. في السلسلة الرابعة، يحاول شنايدر مرة أخرى ضم وليد إلى فريق نادي بايرن ميونخ، إلا أن وليد يستجيب لدعوة المدرب عصمت، مدرب المنتخب العربي، ويعود للوطن. يعقد كل من شنايدر وكلتز ووليد صداقة حميمة

## معرض الصور

شنايدر أثناء التحامة مع بسام
شنايدر مع وليد أثناء ما كانا في نفس الفريق في ألمانيا
شنايدر وهو يسدد ضربة النار

## مرجع
1. 1 2  Karl Heinz Schneider - Wikipedia [الإيطالية]
2. ↑  Karl Heinz Schneider - Captain Tsubasa Wiki - Wikia نسخة محفوظة 30 يوليو 2017 على موقع واي باك مشين.